# بلو آدامز
بلو آدامز (بالإنجليزية: Blue Adams)‏ هو لاعب كرة القدم الكندية أمريكي، ولد في 15 أكتوبر 1979 في ميامي في الولايات المتحدة.

## وصلات خارجية
- بلو آدامز على موقع مرجع كرة القدم المحترفة.كوم (الإنجليزية)